# Witbrauwmees
De witbrauwmees (Poecile superciliosus; synoniem: Parus superciliosus) is een zangvogel uit de familie  Paridae (mezen).

## Verspreiding en leefgebied
Deze soort is endemisch in westelijk China.

## Status
De grootte van de populatie is niet gekwantificeerd maar de soort wordt omschreven als schaars, maar mogelijk plaatselijk algemeen. Op de Rode lijst van de IUCN heeft deze soort de status niet bedreigd.